# Brunico
Brunico (în germană Bruneck) este o comună din provincia Bolzano, regiunea Trentino-Alto Adige, Italia, cu o populație de 16.978 locuitori (1 ianuarie 2023) și o suprafață de 45 km².

## Demografie
Brunico - evoluția demografică

|  | Graficele sunt indisponibile din cauza unor probleme tehnice. Mai multe informații se găsesc la Phabricator și la wiki-ul MediaWiki. |

Date: Recensăminte sau birourile de statistică - grafică realizată de Wikipedia

## Personalități născute aici
- Ferdinand von Zieglauer (1829 - 1906), istoric austriac, profesor la Sibiu și Cernăuți; rector al Universității „Franz Josef” din Cernăuți;
- Markus Lanz⁠(d) (n. 1969), prezentator de televiziune italo-german;
- Patrick Gruber⁠(d) (n. 1978), laureat olimpic italian la sanie;
- Dorothea Wierer (n. 1990), biatlonistă italiană.